# Nederlandse kampioenschappen atletiek 2010
In 2010 werden de Nederlandse kampioenschappen atletiek gehouden op 17 en 18 juli in het Olympisch Stadion (Amsterdam). De organisatie lag in handen van de Amsterdamse atletiekvereniging Phanos in samenwerking met de Atletiekunie.
De kampioenschappen stonden in het teken van de Europese kampioenschappen, die minder dan twee weken later in Barcelona zouden plaatsvinden. Voor de deelnemers was het een laatste gelegenheid om zich te kwalificeren voor dit toernooi.
De 10.000 m voor mannen en vrouwen vond plaats op 23 mei in Helmond.

## Uitslagen

### 100 m
| rang   | atleet              | prestatie |
| ------ | ------------------- | --------- |
| Goud   | Caimin Douglas      | 10,51 s   |
| Zilver | Giovanni Codrington | 10,60 s   |
| Brons  | Prince Kwidama      | 10,64 s   |

| rang   | atlete             | prestatie |
| ------ | ------------------ | --------- |
| Goud   | Femke van der Meij | 11,85 s   |
| Zilver | Kadene Vassell     | 11,93 s   |
| Brons  | Nikki van Leeuwen  | 11,95 s   |

### 200 m
| rang   | atleet         | prestatie |
| ------ | -------------- | --------- |
| Goud   | Obed Martis    | 20,89 s   |
| Zilver | Guus Hoogmoed  | 21,40 s   |
| Brons  | Terdence Agard | 21,43 s   |

| rang   | atlete         | prestatie |
| ------ | -------------- | --------- |
| Goud   | Kadene Vassell | 24,37 s   |
| Zilver | Femke Klop     | 24,77 s   |
| Brons  | Eugenie Kool   | 24,87 s   |

### 400 m
| rang   | atleet               | prestatie |
| ------ | -------------------- | --------- |
| Goud   | Obed Martis          | 46,85 s   |
| Zilver | Youssef el Rhalfioui | 47,03 s   |
| Brons  | Dennis Spillekom     | 47,04 s   |

| rang   | atlete             | prestatie |
| ------ | ------------------ | --------- |
| Goud   | Sanne Verstegen    | 53,54 s   |
| Zilver | Nicky van Leuveren | 53,95 s   |
| Brons  | Marit Dopheide     | 54,62 s   |

### 800 m
| rang   | atleet         | prestatie |
| ------ | -------------- | --------- |
| Goud   | Bram Som       | 1.47,28   |
| Zilver | Hugo de Haan   | 1.50,11   |
| Brons  | Nils Pennekamp | 1.50,24   |

| rang   | atlete          | prestatie |
| ------ | --------------- | --------- |
| Goud   | Yvonne Hak      | 2.01,28   |
| Zilver | Susan Kuijken   | 2.02,81   |
| Brons  | Machteld Mulder | 2.08,54   |

### 1500 m
| rang   | atleet       | prestatie |
| ------ | ------------ | --------- |
| Goud   | Arnoud Okken | 3.40,04   |
| Zilver | Niels Verwer | 3.40,08   |
| Brons  | René Stokvis | 3.43,40   |

| rang   | atlete          | prestatie |
| ------ | --------------- | --------- |
| Goud   | Marije te Raa   | 4.21,02   |
| Zilver | Adriënne Herzog | 4.21,06   |
| Brons  | Manon Kruiver   | 4.21,67   |

### 5000 m
| rang   | atleet          | prestatie |
| ------ | --------------- | --------- |
| Goud   | Thomas Poesiat  | 14.10,40  |
| Zilver | Roy Hoornweg    | 14.14,13  |
| Brons  | Khalid Choukoud | 14.18,73  |

| rang   | atlete           | prestatie |
| ------ | ---------------- | --------- |
| Goud   | Marieke Falkmann | 16.38,01  |
| Zilver | Ilse Pol         | 16.38,45  |
| Brons  | Inge de Jong     | 16.39,86  |

### 10.000 m[1]
| rang   | atleet             | prestatie |
| ------ | ------------------ | --------- |
| Goud   | Ronald Schröer     | 30.16,91  |
| Zilver | Olfert Molenhuis   | 30.26,84  |
| Brons  | Joost van der Ende | 30.44,00  |

| rang   | atlete            | prestatie |
| ------ | ----------------- | --------- |
| Goud   | Inge de Jong      | 36.17,39  |
| Zilver | Miriam van Reijen | 36.39,46  |
| Brons  | Saskia van Vught  | 36.59,92  |

### 110 m horden/100 m horden
| rang   | atleet                | prestatie |
| ------ | --------------------- | --------- |
| Goud   | Marcel van der Westen | 13,60 s   |
| Zilver | Gregory Sedoc         | 13,72 s   |
| Brons  | Erik Leeflang         | 13,96 s   |

| rang   | atlete             | prestatie |
| ------ | ------------------ | --------- |
| Goud   | Rosina Hodde       | 13,58 s   |
| Zilver | Femke van der Meij | 13,88 s   |
| Brons  | Judith Vis         | 13,88 s   |

### 400 m horden
| rang   | atleet            | prestatie |
| ------ | ----------------- | --------- |
| Goud   | Thomas Kortbeek   | 51,04 s   |
| Zilver | Daniel Franken    | 51,14 s   |
| Brons  | Marius Kranendonk | 51,76 s   |

| rang   | atlete          | prestatie |
| ------ | --------------- | --------- |
| Goud   | Sanne Verstegen | 59,32 s   |
| Zilver | Ramona Thoen    | 60,61 s   |
| Brons  | Roxanne Martin  | 61,20 s   |

### 3000 m steeple
| rang   | atleet           | prestatie |
| ------ | ---------------- | --------- |
| Goud   | Dennis Licht     | 8.51,79   |
| Zilver | Olfert Molenhuis | 9.11,80   |
| Brons  | Noel Keijsers    | 9.21,97   |

| rang   | atlete             | prestatie |
| ------ | ------------------ | --------- |
| Goud   | Andrea Deelstra    | 10.15,08  |
| Zilver | Jolanda Verstraten | 10.32,96  |
| Brons  | Lara Nicod         | 10.33,23  |

### Verspringen
| rang   | atleet             | prestatie |
| ------ | ------------------ | --------- |
| Goud   | Joost van Bennekom | 7,53 m    |
| Zilver | Jonathan Pengel    | 7,45 m    |
| Brons  | Fabian Florant     | 7,42 m    |

| rang   | atlete                | prestatie |
| ------ | --------------------- | --------- |
| Goud   | Remona Fransen        | 6,26 m    |
| Zilver | Femke Klop            | 6,20 m    |
| Brons  | Carola van Wagtendonk | 6,04 m    |

### Hink-stap-springen
| rang   | atleet            | prestatie |
| ------ | ----------------- | --------- |
| Goud   | Fabian Florant    | 16,29 m   |
| Zilver | Sander Hage       | 14,61 m   |
| Brons  | Lennart Teunissen | 14,49 m   |

| rang   | atlete          | prestatie |
| ------ | --------------- | --------- |
| Goud   | Brenda Baar     | 12,54 m   |
| Zilver | Wendy Visser    | 12,12 m   |
| Brons  | Janneke Hulshof | 11,93 m   |

### Hoogspringen
| rang   | atleet           | prestatie |
| ------ | ---------------- | --------- |
| Goud   | Martijn Nuijens  | 2,19 m    |
| Zilver | Jan Peter Larsen | 2,16 m    |
| Brons  | Wilbert Pennings | 2,10 m    |

| rang   | atlete          | prestatie |
| ------ | --------------- | --------- |
| Goud   | Nadine Broersen | 1,81 m    |
| Zilver | Remona Fransen  | 1,78 m    |
| Brons  | Joyce Huisman   | 1,75 m    |

### Polsstokhoogspringen
| rang   | atleet             | prestatie |
| ------ | ------------------ | --------- |
| Goud   | Robbert-Jan Jansen | 5,60 m    |
| Zilver | Eelco Sintnicolaas | 5,35 m    |
| Brons  | Wout van Wengerden | 5,20 m    |

| rang   | atlete            | prestatie |
| ------ | ----------------- | --------- |
| Goud   | Denise Groot      | 4,11 m    |
| Zilver | Yvette Caldenhove | 4,06 m    |
| Brons  | Rianna Galiart    | 3,81 m    |

### Kogelstoten
| rang   | atleet          | prestatie |
| ------ | --------------- | --------- |
| Goud   | Maarten Persoon | 18,24 m   |
| Zilver | Patrick Groot   | 17,78 m   |
| Brons  | Patrick Cronie  | 17,69 m   |

| rang   | atlete            | prestatie |
| ------ | ----------------- | --------- |
| Goud   | Melissa Boekelman | 17,85 m   |
| Zilver | Denise Kemkers    | 16,36 m   |
| Brons  | Jolanda Keizer    | 15,33 m   |

### Discuswerpen
| rang   | atleet           | prestatie |
| ------ | ---------------- | --------- |
| Goud   | Erik Cadée       | 63,18 m   |
| Zilver | Maarten Persoon  | 58,42 m   |
| Brons  | Boudewijn Luiten | 54,95 m   |

| rang   | atlete              | prestatie |
| ------ | ------------------- | --------- |
| Goud   | Monique Jansen      | 57,45 m   |
| Zilver | Loes Verlaak        | 49,89 m   |
| Brons  | Fabienne Aardenburg | 46,25 m   |

### Speerwerpen
| rang   | atleet           | prestatie |
| ------ | ---------------- | --------- |
| Goud   | Bjorn Blommerde  | 78,22 m   |
| Zilver | Daan Meyer       | 71,64 m   |
| Brons  | Jeroen Blommerde | 67,92 m   |

| rang   | atlete             | prestatie |
| ------ | ------------------ | --------- |
| Goud   | Bregje Crolla      | 54,21 m   |
| Zilver | Evelien Dekkers    | 54,08 m   |
| Brons  | Patricia Harteveld | 47,21 m   |

### Kogelslingeren
| rang   | atleet            | prestatie |
| ------ | ----------------- | --------- |
| Goud   | Vincent Onos      | 65,19 m   |
| Zilver | Sander Stok       | 57,88 m   |
| Brons  | Jasper Christiaan | 54,54 m   |

| rang   | atlete               | prestatie |
| ------ | -------------------- | --------- |
| Goud   | Nicky van der Schilt | 58,12 m   |
| Zilver | Tamara van der Bij   | 56,92 m   |
| Brons  | Maaike Schetters     | 55,56 m   |

1904 · 
1908 · 
1909 · 
1910 · 
1911 · 
1912 · 
1913 · 
1914 · 
1915 · 
1917 · 
1918 · 
1919 · 
1920 · 
1921 · 
1922 · 
1923 · 
1924 · 
1925 · 
1926 · 
1927 · 
1928 · 
1929 · 
1930 · 
1931 · 
1932 · 
1933 · 
1934 · 
1935 · 
1936 · 
1937 · 
1938 · 
1939 · 
1940 · 
1941 · 
1942 · 
1943 · 
1944 · 
1946 · 
1947 · 
1948 · 
1949 · 
1950 · 
1951 · 
1952 · 
1953 · 
1954 · 
1955 · 
1956 · 
1957 · 
1958 · 
1959 · 
1960 · 
1961 · 
1962 · 
1963 · 
1964 · 
1965 · 
1966 · 
1967 · 
1968 · 
1969 · 
1970 · 
1971 · 
1972 · 
1973 · 
1974 · 
1975 · 
1976 · 
1977 · 
1978 · 
1979 · 
1980 · 
1981 · 
1982 · 
1983 · 
1984 · 
1985 · 
1986 · 
1987 · 
1988 · 
1989 · 
1990 · 
1991 · 
1992 · 
1993 · 
1994 · 
1995 · 
1996 · 
1997 · 
1998 · 
1999 · 
2000 · 
2001 · 
2002 · 
2003 · 
2004 · 
2005 · 
2006 · 
2007 · 
2008 · 
2009 · 
2010 · 
2011 · 
2012 · 
2013 · 
2014 · 
2015 · 
2016 ·
2017 ·
2018 ·
2019 ·
2020 ·
2021 ·
2022 ·
2023 ·
2024 ·
2025